# District d'El Afweyn
Le district d'El Afweyn (somali : Degmada Ceelafweyn) est un district de la région de Sanaag au Somaliland. Sa capitale se situe à El Afweyn. Sa population en 2005 est de 65 797 habitants.